# Georg von Viebahn (Statistiker)
Johann Georg Wilhelm von Viebahn (* 10. Oktober 1802 in Soest; † 28. August 1871 in Oppeln) war ein preußischer Beamter und Statistiker.

## Leben

### Herkunft
Georg entstammte der 1728 in den preußischen Adelsstand erhobenen Familie Viebahn. Er war der jüngste Sohn des preußischen Gerichtsassessors Johann Levin von Viebahn (1755–1813) und von dessen Ehefrau Konradine Spener (1766–1851).

### Karriere
Viebahn studierte ab 1820 Rechtswissenschaften in Heidelberg und an anderen Universitäten. Während seines Studiums trat er 1821/22 einer Heidelberger Burschenschaft bei. Viebahn wurde zunächst Auskultator im preußischen Staatsdienst, 1827 Referendar, 1829 Regierungsassessor, 1831 Regierungsrat in Düsseldorf, 1841 Geheimer Oberfinanzrat in Berlin und 1858 Regierungspräsident von Oberschlesien in Oppeln. 1844 begründete er zusammen mit Friedrich von Diergardt den Centralverein für das Wohl der arbeitenden Klassen. Er erstattete amtliche Berichte über die Weltausstellungen in London 1851 und Paris 1855, die er als Hauptvertreter des Zollvereins besuchte.
In der ersten und zweiten Wahlperiode (1849 bis 1850) war er Abgeordneter in der zweiten preußischen Kammer für den Wahlkreis Minden 3. 1850 war er Mitglied des Volkshauses des Erfurter Unionsparlaments.
Er starb im Alter von 68 Jahren an Typhus.

### Familie
Er heiratete am 1. Oktober 1832 in Berlin Auguste Bitter (1815–1897). Das Paar hatte mehrere Kinder:
- Eduard (1833–1917), Geheimer Oberregierungsrat und Kurator der Universität Münster
- Helene (1835–1905) ⚭ 1869 Gustav Gottfried Keil (1836–1894), preußischer Landrat
- Rudolf (1838–1928), preußischer General der Infanterie ⚭ 1884 Luise von dem Borne (* 1860)
- Georg (1840–1915), preußischer Generalleutnant und Evangelist
 ⚭ 1872 Christine Ankersmit (1847–1884)
 ⚭ 1887 Marie Ankersmit (* 1848)
- Hermann (1847–1919), preußischer Generalleutnant ⚭ 1884 Luise von Viebahn (* 1864)

## Werke
- Statistik und Topographie des Regierungs-Bezirks Düsseldorf. Schreiner, Düsseldorf 1836. Band 1: Die Natur-, Landes- und Volkskunde, – mit Uebersichten der ursprünglichen und römischen, der fränkisch-deutschen und der spätern Reichsgebiete Kurköln, Jülich, Berg, Kleve, Moers, Geldern, Essen, Werden und der aus derselben seit 1794 gebildeten Provinzen, – die volkswirthschaftliche, politische und intellektuelle Statistik in geschichtlicher Bearbeitung mit 101 Tabellen bearbeitet. Band 2: Die statistische Ortschafts- und Entfernungstabelle und das alphabetische Ortsnamenverzeichniß enthaltend (online).
- Ortschafts- und Entfernungs-Tabelle des Regierungs-Bezirks Arnsberg, nach der bestehenden Landeseintheilung geordnet, mit Angabe der früheren Gebiete und Aemter, der Pfarr- und Schulsprengel und topographischen Nachrichten. Ritter, Arnsberg 1841 (Digitalisat der Universitäts- und Landesbibliothek Münster).
- Der englische Gewerbfleiss, seine geschichtliche Entwickelung, gegenwärtigen Hauptsitze und volkswirthschaftlichen Ergebnisse. Statistische Abhandlung, vorgetragen im wissenschaftlichen Verein in Berlin am 6. März 1852. Vieweg, Braunschweig 1852; archive.org.
- (mit Schubarth:) Amtlicher Bericht über die Allgemeine Pariser Ausstellung von Erzeugnissen der Landwirthschaft, des Gewerbfleißes und der schönen Kunst im Jahre 1855. Decker, Berlin 1856; archive.org.
- Statistik des zollvereinten und nördlichen Deutschlands. 3 Bände. Reimer, Berlin 1858–1568. Band 1: archive.org – Band 2: books.google.de – Band 3: archive.org.